# ممشقيات
الممشقيات (الاسم العلمي: Dipsacales) هي رتبة من النباتات تتبع ثنائيات الفلقة من كاسيات البذور.

## فصائل
- معزية الورق
- الناردينية
- المسكية